# Pancerniki typu Queen Elizabeth
Pancerniki typu Queen Elizabeth – seria pięciu okrętów Royal Navy, generacji drednotów, określanych też jako superdrednoty. Prototypowy okręt otrzymał imię królowej Elżbiety I. W porównaniu do swoich poprzedników typu Iron Duke miały większą siłę ognia, grubszy pancerz i wyższą prędkość. Także w porównaniu z okrętami niemieckimi (typem König) były lepszymi okrętami. Jedynie typ Bayern miał porównywalne parametry, jednak ze względu na kotły opalane węglem, a nie ropą, były o 2 węzły wolniejsze. Pancerniki typu Queen Elizabeth są uważane także za pierwsze okręty określane jako szybkie pancerniki. Okręty te jako pierwsze pancerniki na świecie były uzbrojone w działa kalibru 381 mm (15 cali) o długości luf 42 kalibry. Pancerniki typu Queen Elizabeth czasami są opisywane jako konstrukcja dorównująca przełomowością HMS „Dreadnought”, ponieważ rozwiązania użyte przy ich budowie zostały użyte podczas projektowania kolejnych typów pancerników.

## I wojna światowa
Okręty tego typu brały udział I wojnie światowej, w czasie której tworzyły 5. Eskadrę Pancerników (ang. 5th Battle Squadron), dowodzoną przez admirała Hugh Evana-Thomasa. W jej składzie cztery z nich wzięły udział w bitwie jutlandzkiej (piąty pancernik – HMS „Queen Elizabeth” – właśnie wrócił z kampanii dardanelskiej i wymagał przeglądu). W trakcie bitwy okręty starły się z niemiecką 1. Grupą Rozpoznawczą dowodzoną przez Franza von Hippera. W czasie walki pancerniki zdołały czterokrotnie trafić krążownik liniowy SMS „Lützow” i ciężko uszkodzić „Seydlitz” oraz kilka innych niemieckich okrętów. Trzy okręty typu Queen Elizabeth zostały uszkodzone w czasie starcia, ale wszystkie wróciły do bazy, choć „Warspite” został trafiony 15 ciężkimi pociskami.

## Dwudziestolecie międzywojenne
Pomiędzy wojnami okręty przeszły znaczne modernizacje, czasem określane jako budowanie nowego okrętu w starym kadłubie. Zmiany dotyczyły: wstawienia nowej maszynowni, bardziej wydajnych kotłów, pogrubienia pokładów pancernych, zamontowania bąbli przeciwtorpedowych, nowych nadbudówek, kominów, nowej artylerii średniej i przeciwlotniczej oraz wielu innych przeróbek.

## II wojna światowa
W II wojnie światowej okręty wzięły także dzielny udział, choć ze względu na swój wiek (ok. 23 lata) i zmniejszającej się roli pancerników w stosunku do lotnictwa, był to udział innego rodzaju niż w I wojnie światowej. Pancerniki typu Queen Elizabeth nie mogły walczyć na równych warunkach z nowoczesnymi pancernikami, takimi jak „Bismarck”. Pancerniki nie miały także wystarczającego pancerza przeciwtorpedowego – torpedy z II wojny światowej były lepsze niż te z I wojny. Z tego powodu w listopadzie 1941 roku „Barham”, po storpedowaniu przez U-Boota, zatonął w ciągu 5 minut wraz z ponad 800 członkami załogi. Z drugiej strony okręty były bardzo prężne: „Warspite” przeżył trafienie niemiecką bombą szybującą – bomba tego samego typu zatopiła włoski nowoczesny pancernik „Roma”. Z kolei „Queen Elizabeth” i „Valiant” zostały podniesione z dna i wróciły do służby po zatopieniu w płytkiej wodzie przez włoskich nurków w porcie aleksandryjskim w 1941 roku.

## Okręty tego typu

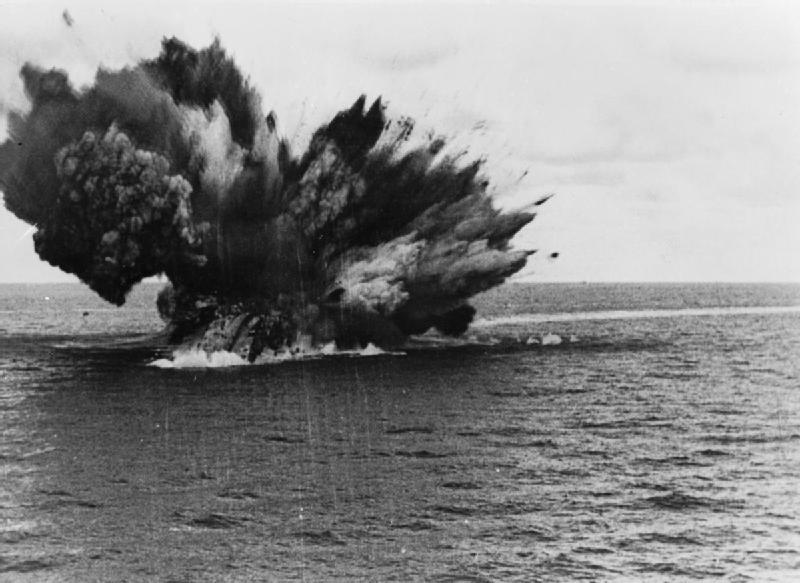
Eksplozja komór amunicyjnych dział kalibru 381 mm na HMS „Barham” 25 listopada 1941 roku

- „Barham” otrzymał 5 trafień i wystrzelił 337 pocisków w czasie bitwy jutlandzkiej. W II wojnie światowej uczestniczył w bitwie pod Matapan. 25 listopada 1941 roku, w wyniku trafienia 3 torpedami wystrzelonymi przez U-331, okręt przewrócił się na lewą burtę i zatonął po eksplozji komór amunicyjnych.
- „Malaya” otrzymał 8 trafień w bitwie jutlandzkiej, ale odniósł małe uszkodzenia. W II wojnie światowej eskortował konwoje i został uszkodzony torpedą wystrzeloną przez U-106(inne języki) w 1941 roku.
- „Queen Elizabeth” nie uczestniczył w bitwie jutlandzkiej, ale wziął udział w kampanii dardanelskiej w I wojnie światowej. W II wojnie światowej został zaminowany i zatopiony przez włoskich nurków w porcie aleksandryjskim w 1941 roku. Został następnie podniesiony z dna, naprawiony i służył na Dalekim Wschodzie do 1945 roku.
- „Valiant” szczęśliwie nie otrzymał trafień w bitwie jutlandzkiej. W czasie II wojny światowej wziął udział w zniszczeniu francuskiej floty w Mers-el-Kebir. Później, podobnie jak „Queen Elizabeth”, został zaminowany i zatopiony w porcie aleksandryjskim w 1941 roku. Został podniesiony z dna, naprawiony i służył na Dalekim Wschodzie do 1944 roku.
- „Warspite” to najprawdopodobniej okręt mający najbardziej zaszczytną karierę w Royal Navy w XX wieku. W czasie bitwy jutlandzkiej został ciężko uszkodzony. W II wojnie światowej wziął udział w wielu bitwach, w tym w bitwie o Narwik, u przylądka Matapan, o Kretę i o Salerno. W tej ostatniej został trafiony przez bombę szybującą Fritz X. Nigdy już nie został do końca naprawiony i stał się okrętem wsparcia ogniowego, ostrzeliwującym wybrzeże. Brał udział w lądowaniu w Normandii i w późniejszych operacjach w innych częściach wybrzeża Francji.